# ABC iview
ABC iview是由澳大利亚广播公司运营的视频点播和回放电视服务。目前iview服务仅能在澳大利亚使用。截至2016年，ABC iview内容月播放量约有五千万次，在全澳大利亚占有五成份额。

## 历史
在以“ABC Playback”的名义试营运几个月后，该服务于2008年7月开始通过Flash提供服务。是为2006年7月推出ABC电视节目播客之后的下一步行动。
鉴于网站内容飞速增加，iview Flash网站在2009年和2010年两度重新设计。
适用于iPad的iOS应用程序于2010年12月推出，随后于2012年6月推出iPhone版的iview。另于2013年12月18日发布了兼容搭载安卓4.0.3以上版本的手机和平板电脑的iview应用程序。
在接下来的几年里，iview推出了与智能电视、游戏机和其他设备兼容的产品。

## 内容和节目
ABC iview提供几乎所有在澳大利亚广播公司地面频道（主频、TV+、ABC Me、 儿童台及新闻台）上播出的电视节目，以及上述频道的直播信号和ABC iview专享原创内容。
节目按以下类型分类：
- 艺术
- 文化
- 喜剧
- 纪录片
- 戏剧
- 教育
- 生活方式
- 新闻
- 新闻版和政论节目
- 地方新闻
- 体育

2015年9月，澳广在iview新设艺术板块。
有些节目在电视端播出之前在iview上首映，例如《Rake》和BBC的《Class》。

### 直播节目
- 2010年底，iview开始在网页端传送ABC24小时新闻台的直播信号，随后iOS和Android应用程序亦上架该频道。
- 2015年12月1日，iview网站、iOS和Android应用程序开始传送多套ABC电视频道的节目信号[7]。
- 2016年7月18日，ABC将开始在iview上传送其他电视频道（第二台、儿童台、第三台）的节目信号[8]。
- 2018年5月1日，ABC开始传送主频的各个地方版本（VIC、QLD、TAS、NT、NSW、WA、SA、ACT）[9]。

## 设备要求

### 网站
iview网站使用基于HTML5的技术以高达4500Kbps的速度传输视频。 

### 移动设备
- Apple iPad （2010 年起）
- Apple iPhone和iPod Touch （2012 年起）
- Android v5.0 及更高版本的 Android手机和平板电脑[12] （2019 年起）

### 智能电视
- 索尼Bravia
- 三星智能电视（“Orsay”）（2011年起）和三星Tizen OS（2015年起）
- 松下Viera Cast（2011年起）
- LG Netcast（2011年起）和WebOS设备（2014年起）
- FreeviewPlus认证 (HbbTV) 设备（2014年起）
- 海信智能电视（2020年 月起）

### 家用游戏机
- 微软Xbox360 (2011-2018)
- 微软Xbox One （2015年起）
- 微软Xbox Series X/S （2020年起）
- 索尼PlayStation3 （2008年起）
- 索尼PlayStation4 （2015年起）
- 索尼PlayStation5 （2020年起）

### 流媒体
- Foxtel IQ （2019 年起）
- 苹果电视第4代及以上版本（2016年3月起）
- 澳大利亞電信电视（2015年12月起）
- 获取电视（2013年起）
- Chromecast设备[13]

### 离线收视
与ABC的播客服务不同，用户无法合法下载iview的内容，而只能在节目在ABC播出后的短时间内回看。
2012年，ABC向Python-iView（该程序可下载iview上的视频）的开源程序的作者发送法律警告。 youtube-dl等其他下载工具仍然表示他们的服务可从iview上下载视频。

### 免流量服务
2008年底，iview网站视频播放器进行了更新，允许数家澳大利亚网络服务提供商通过网络对等安排使公民可免流量使用iview服务。参与该项目的ISP包括互联节点、 iPrimus、 西部网络、Apex互联网和Adam互联网。iiNet能够在未进行对等升级的情况下允许客户免流量使用iview服务。此外，AARNet、Cinenet和Comcen也在后来允许客户无限量使用iview服务。ABC电视直播流和未使用Adobe Flash流式传输的内容（即通过iPad和网络电视收视）仍然会被计入客户的流量使用量，但他们在将来亦可免流量访问。
2016年10月，Optus将ABC iview列入Optus移动客户可免流量使用的产品列表中。